# G股
G股是中国股市特有名称，指完成股权分置改革后恢复上市交易的公司的股票。由于试点方案实施之后股票简称前面都暂时冠以“G”代码，所以业界形象地称其为“G板”，也就是G股。
2006年10月9日，1014家完成股改的公司取消“G”标记，恢复股改方案实施前的股票简称，A股市场告别“G”股时代。